# Thủ tướng Cộng hòa Dân chủ Congo
Thủ tướng Cộng hòa Dân chủ Congo (tiếng Pháp: Premier-ministre de la République démocratique du Congo, tiếng Swahili: Waziri Mkuu wa Jamhuri ya Kidemokrasia ya Kongo, tiếng Lingala: Minisele ya Yambo wa Republiki ya Kɔ́ngɔ Demokratiki) là người đứng đầu chính phủ của Cộng hòa Dân chủ Congo. Hiến pháp nước Cộng hòa thứ ba cấp Thủ tướng Chính phủ một số lượng đáng kể sức mạnh.

## Lịch sử
Thủ tướng đương nhiệm của Cộng hòa Dân chủ Congo là Sylvestre Ilunga.
Vị trí thủ tướng đã có mặt trong chính phủ đầu tiên sau khi giành độc lập cho Cộng hòa Dân chủ Congo, với thủ tướng đầu tiên Patrice Emery Lumumba. Trong những năm qua, quyền hạn và sự phân bổ của vị trí đã thay đổi rất nhiều, và đã có thời gian dài dưới thời Mobutu Sese Seko, và thời kỳ sau Chiến tranh Congo lần thứ nhất, khi vị trí này bị bãi bỏ vào năm 1966. Vị trí này đã được Mobutu khôi phục vào năm 1977., với tư cách là "Ủy viên nhà nước đầu tiên", trong thực tế, yếu so với văn phòng thủ tướng trước chiến tranh, và bị chiếm giữ bởi một số cá nhân được bổ nhiệm tại ý thích của Mobutu. Văn phòng trở nên trống rỗng với sự lật đổ bắt buộc của Mobutu vào năm 1997.
Ngoài Chính phủ Lumumba, Congo (DRC) đã biết đến một số nhân vật quyền lực ở vị trí này, là Moise Tshombe, người trước đây đã lãnh đạo một cuộc ly khai của tỉnh Katanga quê hương của ông và Etienne Tshisekedi, đối thủ lâu đời của chế độ Mobutu, người đã được đưa đến vị trí này ba lần, bởi áp lực từ người dân.
Vị trí này nổi lên như một thể chế của hiến pháp Cộng hòa thứ ba, và Antoine Gizenga được bổ nhiệm làm Thủ tướng đầu tiên của Đệ tam Cộng hòa, vào ngày 30 tháng 12 năm 2006. Gizenga, một trong số ít các chính trị gia tích cực và còn sống đến từ quá khứ thuộc địa của DRC, là Phó Thủ tướng của Lumumba năm 1960, và từng là Thủ tướng của một chính phủ quốc gia đối địch trong cuộc nổi loạn vào tháng 2 năm 1961.

## Danh sách các thủ tướng từ 1960–nay
(Ngày in nghiêng chỉ ra de facto tiếp tục chức vụ)
| Cộng hòa Congo (1960–1964)                            | Cộng hòa Congo (1960–1964) | Cộng hòa Congo (1960–1964)               | Cộng hòa Congo (1960–1964) | Cộng hòa Congo (1960–1964) | Cộng hòa Congo (1960–1964)     | Cộng hòa Congo (1960–1964)         | Cộng hòa Congo (1960–1964)                       |
| No.                                                   | No.                        | Tên                                      | Tên                        | Sinh-Mất                   | Bắt đầu                        | Kết thúc                           | Đảng phái                                        |
| ----------------------------------------------------- | -------------------------- | ---------------------------------------- | -------------------------- | -------------------------- | ------------------------------ | ---------------------------------- | ------------------------------------------------ |
| Thủ tướng                                             |                            |                                          |                            |                            |                                |                                    |                                                  |
|                                                       | 1                          | Patrice Lumumba                          |                            | 1925–1961                  | 24 tháng 6 năm 1960 (bổ nhiệm) | 5 tháng 9 năm 1960 (miễn nhiệm)    | Mouvement National Congolais (Lumumba faction)   |
|                                                       | 2                          | Joseph Iléo                              |                            | 1921–1994                  | 5 tháng 9 năm 1960             | 20 tháng 9 năm 1960                | Mouvement National Congolais (Kalonji faction)   |
| Chủ tịch của Trường Đại học Ủy viên                   |                            |                                          |                            |                            |                                |                                    |                                                  |
|                                                       | 3                          | Justin Marie Bomboko                     |                            | 1928–2014                  | 4 tháng 10 năm 1960            | 9 tháng 2 năm 1961                 | Independent                                      |
| Thủ tướng                                             |                            |                                          |                            |                            |                                |                                    |                                                  |
|                                                       | —                          | Antoine Gizenga (disputed)               |                            | 1925–2019                  | 13 tháng 12 năm 1960           | 5 tháng 8 năm 1961                 | Parti Solidaire Africain (Gizenga faction)       |
|                                                       | (2)                        | Joseph Iléo                              |                            | 1921–1994                  | 9 tháng 2 năm 1961             | 2 tháng 8 năm 1961                 | Mouvement National Congolais (Kalonji faction)   |
|                                                       | 4                          | Cyrille Adoula                           |                            | 1921–1978                  | 2 tháng 8 năm 1961             | 30 tháng 6 năm 1964                | Mouvement National Congolais                     |
|                                                       | 5                          | Moïse Tshombe                            |                            | 1919–1969                  | 10 tháng 7 năm 1964            | 1 tháng 8 năm 1964                 | CONACO                                           |
| Cộng hòa Dân chủ Congo (1964–1971)                    |                            |                                          |                            |                            |                                |                                    |                                                  |
| Thủ tướng                                             |                            |                                          |                            |                            |                                |                                    |                                                  |
|                                                       | (5)                        | Moïse Tshombe                            |                            | 1919–1969                  | 1 tháng 8 năm 1964             | 13 tháng 10 năm 1965               | CONACO                                           |
|                                                       | 6                          | Évariste Kimba                           |                            | 1926–1966                  | 18 tháng 10 năm 1965           | 14 tháng 11 năm 1965               | CONAKAT                                          |
|                                                       | 7                          | Léonard Mulamba                          |                            | 1928–1986                  | 25 tháng 11 năm 1965           | 26 tháng 10 năm 1966               | Military                                         |
| Bãi bỏ (26 tháng 10 năm 1966 – 27 tháng 10 năm 1971)  |                            |                                          |                            |                            |                                |                                    |                                                  |
| Cộng hòa Zaire (1971–1997)                            |                            |                                          |                            |                            |                                |                                    |                                                  |
| Bãi bỏ (27 tháng 10 năm 1971 – 6 tháng 7 năm 1977)    |                            |                                          |                            |                            |                                |                                    |                                                  |
| First State Commissioners                             |                            |                                          |                            |                            |                                |                                    |                                                  |
|                                                       | 8                          | Mpinga Kasenda                           |                            | 1937–1994                  | 6 tháng 7 năm 1977             | 6 tháng 3 năm 1979                 | Popular Movement of the Revolution               |
|                                                       | 9                          | André Bo-Boliko Lokonga Monse Mihambo    |                            | 1934–2018                  | 6 tháng 3 năm 1979             | 27 tháng 8 năm 1980                | Popular Movement of the Revolution               |
|                                                       | 10                         | Jean Nguza Karl-i-Bond                   |                            | 1938–2003                  | 27 tháng 8 năm 1980            | 23 tháng 4 năm 1981                | Popular Movement of the Revolution               |
|                                                       | 11                         | N'singa Udjuu Ongwabeki Untubu           |                            | 1934–2021                  | 23 tháng 4 năm 1981            | 5 tháng 11 năm 1982                | Popular Movement of the Revolution               |
|                                                       | 12                         | Kengo Wa Dondo                           |                            | 1935–                      | 5 tháng 11 năm 1982            | 31 tháng 10 năm 1986               | Popular Movement of the Revolution               |
| Không có (31 tháng 10 năm 1986 – 22 tháng 1 năm 1987) |                            |                                          |                            |                            |                                |                                    |                                                  |
|                                                       | 13                         | Mabi Mulumba                             |                            | 1941–                      | 22 tháng 1 năm 1987            | 7 tháng 3 năm 1988                 | Popular Movement of the Revolution               |
|                                                       | 14                         | Sambwa Pida Nbagui                       |                            | 1940–1998                  | 7 tháng 3 năm 1988             | 26 tháng 11 năm 1988               | Popular Movement of the Revolution               |
|                                                       | (12)                       | Kengo Wa Dondo                           |                            | 1935–                      | 26 tháng 11 năm 1988           | 4 tháng 5 năm 1990                 | Popular Movement of the Revolution               |
|                                                       | 15                         | Lunda Bululu                             |                            | 1942–                      | 4 tháng 5 năm 1990             | 5 tháng 7 năm 1990                 | Popular Movement of the Revolution               |
| Thủ tướng                                             | 15                         |                                          |                            |                            |                                |                                    |                                                  |
| Lunda Bululu                                          | 15                         |                                          | 1942–                      | 5 tháng 7 năm 1990         | 1 tháng 4 năm 1991             | Popular Movement of the Revolution |                                                  |
|                                                       | 16                         | Mulumba Lukoji                           |                            | 1943–1997                  | 1 tháng 4 năm 1991             | 29 tháng 9 năm 1991                | Popular Movement of the Revolution               |
|                                                       | 17                         | Étienne Tshisekedi                       |                            | 1932–2017                  | 29 tháng 9 năm 1991            | 1 tháng 11 năm 1991                | Union for Democracy and Social Progress          |
|                                                       | 18                         | Bernardin Mungul Diaka                   |                            | 1933–1999                  | 1 tháng 11 năm 1991            | 25 tháng 11 năm 1991               | Democratic Assembly for the Republic             |
|                                                       | (10)                       | Jean Nguza Karl-i-Bond                   |                            | 1938–2003                  | 25 tháng 11 năm 1991           | 15 tháng 8 năm 1992                | Union of Federalists and Independent Republicans |
|                                                       | (17)                       | Étienne Tshisekedi                       |                            | 1932–2017                  | 15 tháng 8 năm 1992            | 18 tháng 3 năm 1993                | Union for Democracy and Social Progress          |
|                                                       | 19                         | Faustin Birindwa                         |                            | 1943–1999                  | 18 tháng 3 năm 1993            | 14 tháng 1 năm 1994                | Union for Democracy and Social Progress          |
|                                                       | (12)                       | Kengo Wa Dondo                           |                            | 1935–                      | 6 tháng 7 năm 1994             | 2 tháng 4 năm 1997                 | Union of Independent Democrats                   |
|                                                       | (17)                       | Étienne Tshisekedi                       |                            | 1932–2017                  | 2 tháng 4 năm 1997             | 9 tháng 4 năm 1997                 | Union for Democracy and Social Progress          |
|                                                       | 20                         | Likulia Bolongo                          |                            | 1939–                      | 9 tháng 4 năm 1997             | 16 tháng 5 năm 1997                | Military                                         |
| Cộng hòa Dân chủ Congo (1997–nay)                     |                            |                                          |                            |                            |                                |                                    |                                                  |
| Bãi bỏ (16 tháng 5 năm 1997 – 30 tháng 12 năm 2006)   |                            |                                          |                            |                            |                                |                                    |                                                  |
| Thủ tướng                                             |                            |                                          |                            |                            |                                |                                    |                                                  |
|                                                       | 21                         | Antoine Gizenga                          |                            | 1925–2019                  | 30 tháng 12 năm 2006           | 10 tháng 10 năm 2008               | Unified Lumumbist Party                          |
|                                                       | 22                         | Adolphe Muzito                           |                            | 1957–                      | 10 tháng 10 năm 2008           | 6 tháng 3 năm 2012                 | Unified Lumumbist Party                          |
|                                                       | —                          | Louis Alphonse Koyagialo Quyền Thủ tướng |                            | 1947–2014                  | 6 tháng 3 năm 2012             | 18 tháng 4 năm 2012                | Unified Lumumbist Party                          |
|                                                       | 23                         | Augustin Matata Ponyo                    |                            | 1964–                      | 18 tháng 4 năm 2012            | 17 tháng 11 năm 2016               | People's Party for Reconstruction and Democracy  |
|                                                       | 24                         | Samy Badibanga                           |                            | 1962–                      | 17 tháng 11 năm 2016           | 18 tháng 5 năm 2017                | Union for Democracy and Social Progress          |
|                                                       | 25                         | Bruno Tshibala                           |                            | 1956–                      | 18 tháng 5 năm 2017            | 7 tháng 4 năm 2019                 | Union for Democracy and Social Progress          |
|                                                       | 26                         | Sylvestre Ilunga                         |                            | 1947–                      | 20 tháng 5 năm 2019            | 26 tháng 4 năm 2021                | People's Party for Reconstruction and Democracy  |
|                                                       | 27                         | Sama Lukonde                             | không khung                | 1977–                      | 26 tháng 4 năm 2021            | Đương nhiệm                        | Tương lai Congo                                  |